# Torre (escacs)
En els escacs, la torre o roc és una de les peces majors, amb un valor relatiu aproximadament de cinc punts. Es pot moure qualsevol nombre de caselles cap endavant, endarrere o els costats (seguint una columna o una fila), però no en diagonal. Tampoc no pot saltar per damunt d'altres peces. També té un moviment especial anomenat enroc (que prové de en roc), en què el rei es mou dues caselles envers la torre i aquesta se situa a la casella que el rei ha travessat.
Al començament d'una partida, cada jugador té dues peces que són disposades en les columnes a i h, a la primera fila, per a les blanques, i en la vuitena per les negres. Rares vegades s'utilitza en la fase d'obertura a causa de la seva baixa mobilitat en posicions tancades. Al mig joc es col·loquen de manera que ocupin una columna oberta, amb l'objectiu d'atacar al rei de l'oponent, sent molt perillosa si ocupa la setena fila enemiga, i en la fase final de la partida pot arribar a ser decisiva contra peces menors.
L'origen històric de la torre és el roc o carro de guerra (cada peça dels escacs simbolitza un cos bèl·lic de l'Antiguitat). El mot roc prové de mot persa rukh (carro de guerra). Hi ha dues hipòtesis per explicar perquè se simbolitza amb una torre: el fet que determinats carros estaven fortificats pels costats, donant la impressió de ser edificis mòbils com els que hom feia servir per assaltar les muralles, o bé que l'assimilació del terme a l'italià donés rucca, torre.
Ha donat origen a una figura heràldica: el roc, terme provinent de l'antic nom de la torre dels escacs.

## Origen i etimologia

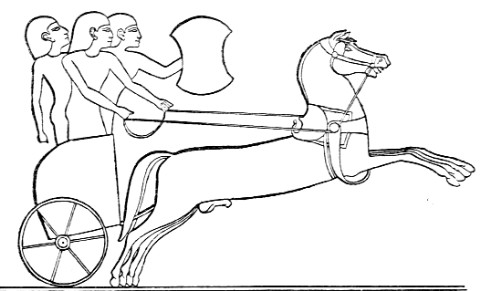
Dibuix il·lustratiu del carro de guerra, primera concepció de la peça.

Una de les llegendes que acompanya la creació del joc explica que el braman Sessa (o Sissa) ibn Daher va crear el Xaturanga, precursor més antic dels escacs, una petició del Rajà indi Balhait. Sissa es va basar en les figures de l'exèrcit de l'Índia, i va incloure el carro de guerra conduït per cavalls. El moviment d'aquesta peça era idèntic al de la torre actual i el seu nom en sànscrit era "Ratha". Segons els relats grecs, aquesta era la composició de l'exèrcit indi d'ençà el segle iv aC. La paraula chaturanga que més tard va anomenar la primera versió del joc té el significat adjunt a les parts de l'exèrcit al Ramayana i al Mahābhārata en què l'exèrcit s'anomena expressament hasty-ashwa-ratha-padatam, on Ratha és la paraula en sànscrit per a un carro. Quan els perses van assimilar el joc, el nom de la peça es va traduir amb la paraula en el idioma persa corresponent, Rukh. Fins a la introducció de la Dama, cap al segle xv, la torre era la peça més forta del joc i, quan estava amenaçada, el jugador atacant va alertar el rival anunciant shah-rukh al·ludint a l'escac (l'amenaça al rei).
Els àrabs va aprendre els escacs dels perses i va mantenir el nom de Rukh o rukhkh, que té una sonoritat semblant a la paraula àrab per a un ocell mitològic gegant, conegut en català com Roc. Els italians van transliterar la paraula per rocco amb un so similar a rocca, una paraula italiana per a fortalesa. Això va conduir a la tradició de nomenar la peça amb la paraula que significa torre a la majoria dels països europeus, tret d'Anglaterra, que ho va tornar a transliterar amb el significat de la paraula a Rook. Tanmateix, la peça es coneix com a Castle entre laics de països de parla anglesa a causa de la seva representació comuna com a torre o torreta. En francès, la peça es diu tour, en alemany turm i en neerlandès toren.
En rus la peça s'anomena Ladia, que significa vaixell, així com a Indonèsia i Filipines. cosa que suggereix que el joc es va introduir en aquestes regions directament dels perses i indis respectivament.
Cap al 1527 Marco Girolamo Vida, bisbe d'Alba, va publicar un poema anomenat Scacchia Ludus sobre una partida d'escacs entre els déus Apol·lo i Mercuri. Les torres eren fortificacions a esquena d'elefants i els escacs europeus prengueren aquesta descripció, deixant posteriorment de banda l'elefant per a un ús normal.

## Moviment i valor relatiu
|   | a | b | c | d | e | f | g | h |   |
| 8 | d8 black circle · d7 black circle · d6 black circle · d5 black circle · d4 black circle · a3 black circle · b3 black circle · c3 black circle · d3 negres torre · e3 black circle · f3 black circle · g3 black circle · h3 black circle · d2 black circle · d1 black circle | d8 black circle · d7 black circle · d6 black circle · d5 black circle · d4 black circle · a3 black circle · b3 black circle · c3 black circle · d3 negres torre · e3 black circle · f3 black circle · g3 black circle · h3 black circle · d2 black circle · d1 black circle | d8 black circle · d7 black circle · d6 black circle · d5 black circle · d4 black circle · a3 black circle · b3 black circle · c3 black circle · d3 negres torre · e3 black circle · f3 black circle · g3 black circle · h3 black circle · d2 black circle · d1 black circle | d8 black circle · d7 black circle · d6 black circle · d5 black circle · d4 black circle · a3 black circle · b3 black circle · c3 black circle · d3 negres torre · e3 black circle · f3 black circle · g3 black circle · h3 black circle · d2 black circle · d1 black circle | d8 black circle · d7 black circle · d6 black circle · d5 black circle · d4 black circle · a3 black circle · b3 black circle · c3 black circle · d3 negres torre · e3 black circle · f3 black circle · g3 black circle · h3 black circle · d2 black circle · d1 black circle | d8 black circle · d7 black circle · d6 black circle · d5 black circle · d4 black circle · a3 black circle · b3 black circle · c3 black circle · d3 negres torre · e3 black circle · f3 black circle · g3 black circle · h3 black circle · d2 black circle · d1 black circle | d8 black circle · d7 black circle · d6 black circle · d5 black circle · d4 black circle · a3 black circle · b3 black circle · c3 black circle · d3 negres torre · e3 black circle · f3 black circle · g3 black circle · h3 black circle · d2 black circle · d1 black circle | d8 black circle · d7 black circle · d6 black circle · d5 black circle · d4 black circle · a3 black circle · b3 black circle · c3 black circle · d3 negres torre · e3 black circle · f3 black circle · g3 black circle · h3 black circle · d2 black circle · d1 black circle | 8 |
| 7 | d8 black circle · d7 black circle · d6 black circle · d5 black circle · d4 black circle · a3 black circle · b3 black circle · c3 black circle · d3 negres torre · e3 black circle · f3 black circle · g3 black circle · h3 black circle · d2 black circle · d1 black circle | d8 black circle · d7 black circle · d6 black circle · d5 black circle · d4 black circle · a3 black circle · b3 black circle · c3 black circle · d3 negres torre · e3 black circle · f3 black circle · g3 black circle · h3 black circle · d2 black circle · d1 black circle | d8 black circle · d7 black circle · d6 black circle · d5 black circle · d4 black circle · a3 black circle · b3 black circle · c3 black circle · d3 negres torre · e3 black circle · f3 black circle · g3 black circle · h3 black circle · d2 black circle · d1 black circle | d8 black circle · d7 black circle · d6 black circle · d5 black circle · d4 black circle · a3 black circle · b3 black circle · c3 black circle · d3 negres torre · e3 black circle · f3 black circle · g3 black circle · h3 black circle · d2 black circle · d1 black circle | d8 black circle · d7 black circle · d6 black circle · d5 black circle · d4 black circle · a3 black circle · b3 black circle · c3 black circle · d3 negres torre · e3 black circle · f3 black circle · g3 black circle · h3 black circle · d2 black circle · d1 black circle | d8 black circle · d7 black circle · d6 black circle · d5 black circle · d4 black circle · a3 black circle · b3 black circle · c3 black circle · d3 negres torre · e3 black circle · f3 black circle · g3 black circle · h3 black circle · d2 black circle · d1 black circle | d8 black circle · d7 black circle · d6 black circle · d5 black circle · d4 black circle · a3 black circle · b3 black circle · c3 black circle · d3 negres torre · e3 black circle · f3 black circle · g3 black circle · h3 black circle · d2 black circle · d1 black circle | d8 black circle · d7 black circle · d6 black circle · d5 black circle · d4 black circle · a3 black circle · b3 black circle · c3 black circle · d3 negres torre · e3 black circle · f3 black circle · g3 black circle · h3 black circle · d2 black circle · d1 black circle | 7 |
| 6 | d8 black circle · d7 black circle · d6 black circle · d5 black circle · d4 black circle · a3 black circle · b3 black circle · c3 black circle · d3 negres torre · e3 black circle · f3 black circle · g3 black circle · h3 black circle · d2 black circle · d1 black circle | d8 black circle · d7 black circle · d6 black circle · d5 black circle · d4 black circle · a3 black circle · b3 black circle · c3 black circle · d3 negres torre · e3 black circle · f3 black circle · g3 black circle · h3 black circle · d2 black circle · d1 black circle | d8 black circle · d7 black circle · d6 black circle · d5 black circle · d4 black circle · a3 black circle · b3 black circle · c3 black circle · d3 negres torre · e3 black circle · f3 black circle · g3 black circle · h3 black circle · d2 black circle · d1 black circle | d8 black circle · d7 black circle · d6 black circle · d5 black circle · d4 black circle · a3 black circle · b3 black circle · c3 black circle · d3 negres torre · e3 black circle · f3 black circle · g3 black circle · h3 black circle · d2 black circle · d1 black circle | d8 black circle · d7 black circle · d6 black circle · d5 black circle · d4 black circle · a3 black circle · b3 black circle · c3 black circle · d3 negres torre · e3 black circle · f3 black circle · g3 black circle · h3 black circle · d2 black circle · d1 black circle | d8 black circle · d7 black circle · d6 black circle · d5 black circle · d4 black circle · a3 black circle · b3 black circle · c3 black circle · d3 negres torre · e3 black circle · f3 black circle · g3 black circle · h3 black circle · d2 black circle · d1 black circle | d8 black circle · d7 black circle · d6 black circle · d5 black circle · d4 black circle · a3 black circle · b3 black circle · c3 black circle · d3 negres torre · e3 black circle · f3 black circle · g3 black circle · h3 black circle · d2 black circle · d1 black circle | d8 black circle · d7 black circle · d6 black circle · d5 black circle · d4 black circle · a3 black circle · b3 black circle · c3 black circle · d3 negres torre · e3 black circle · f3 black circle · g3 black circle · h3 black circle · d2 black circle · d1 black circle | 6 |
| 5 | d8 black circle · d7 black circle · d6 black circle · d5 black circle · d4 black circle · a3 black circle · b3 black circle · c3 black circle · d3 negres torre · e3 black circle · f3 black circle · g3 black circle · h3 black circle · d2 black circle · d1 black circle | d8 black circle · d7 black circle · d6 black circle · d5 black circle · d4 black circle · a3 black circle · b3 black circle · c3 black circle · d3 negres torre · e3 black circle · f3 black circle · g3 black circle · h3 black circle · d2 black circle · d1 black circle | d8 black circle · d7 black circle · d6 black circle · d5 black circle · d4 black circle · a3 black circle · b3 black circle · c3 black circle · d3 negres torre · e3 black circle · f3 black circle · g3 black circle · h3 black circle · d2 black circle · d1 black circle | d8 black circle · d7 black circle · d6 black circle · d5 black circle · d4 black circle · a3 black circle · b3 black circle · c3 black circle · d3 negres torre · e3 black circle · f3 black circle · g3 black circle · h3 black circle · d2 black circle · d1 black circle | d8 black circle · d7 black circle · d6 black circle · d5 black circle · d4 black circle · a3 black circle · b3 black circle · c3 black circle · d3 negres torre · e3 black circle · f3 black circle · g3 black circle · h3 black circle · d2 black circle · d1 black circle | d8 black circle · d7 black circle · d6 black circle · d5 black circle · d4 black circle · a3 black circle · b3 black circle · c3 black circle · d3 negres torre · e3 black circle · f3 black circle · g3 black circle · h3 black circle · d2 black circle · d1 black circle | d8 black circle · d7 black circle · d6 black circle · d5 black circle · d4 black circle · a3 black circle · b3 black circle · c3 black circle · d3 negres torre · e3 black circle · f3 black circle · g3 black circle · h3 black circle · d2 black circle · d1 black circle | d8 black circle · d7 black circle · d6 black circle · d5 black circle · d4 black circle · a3 black circle · b3 black circle · c3 black circle · d3 negres torre · e3 black circle · f3 black circle · g3 black circle · h3 black circle · d2 black circle · d1 black circle | 5 |
| 4 | d8 black circle · d7 black circle · d6 black circle · d5 black circle · d4 black circle · a3 black circle · b3 black circle · c3 black circle · d3 negres torre · e3 black circle · f3 black circle · g3 black circle · h3 black circle · d2 black circle · d1 black circle | d8 black circle · d7 black circle · d6 black circle · d5 black circle · d4 black circle · a3 black circle · b3 black circle · c3 black circle · d3 negres torre · e3 black circle · f3 black circle · g3 black circle · h3 black circle · d2 black circle · d1 black circle | d8 black circle · d7 black circle · d6 black circle · d5 black circle · d4 black circle · a3 black circle · b3 black circle · c3 black circle · d3 negres torre · e3 black circle · f3 black circle · g3 black circle · h3 black circle · d2 black circle · d1 black circle | d8 black circle · d7 black circle · d6 black circle · d5 black circle · d4 black circle · a3 black circle · b3 black circle · c3 black circle · d3 negres torre · e3 black circle · f3 black circle · g3 black circle · h3 black circle · d2 black circle · d1 black circle | d8 black circle · d7 black circle · d6 black circle · d5 black circle · d4 black circle · a3 black circle · b3 black circle · c3 black circle · d3 negres torre · e3 black circle · f3 black circle · g3 black circle · h3 black circle · d2 black circle · d1 black circle | d8 black circle · d7 black circle · d6 black circle · d5 black circle · d4 black circle · a3 black circle · b3 black circle · c3 black circle · d3 negres torre · e3 black circle · f3 black circle · g3 black circle · h3 black circle · d2 black circle · d1 black circle | d8 black circle · d7 black circle · d6 black circle · d5 black circle · d4 black circle · a3 black circle · b3 black circle · c3 black circle · d3 negres torre · e3 black circle · f3 black circle · g3 black circle · h3 black circle · d2 black circle · d1 black circle | d8 black circle · d7 black circle · d6 black circle · d5 black circle · d4 black circle · a3 black circle · b3 black circle · c3 black circle · d3 negres torre · e3 black circle · f3 black circle · g3 black circle · h3 black circle · d2 black circle · d1 black circle | 4 |
| 3 | d8 black circle · d7 black circle · d6 black circle · d5 black circle · d4 black circle · a3 black circle · b3 black circle · c3 black circle · d3 negres torre · e3 black circle · f3 black circle · g3 black circle · h3 black circle · d2 black circle · d1 black circle | d8 black circle · d7 black circle · d6 black circle · d5 black circle · d4 black circle · a3 black circle · b3 black circle · c3 black circle · d3 negres torre · e3 black circle · f3 black circle · g3 black circle · h3 black circle · d2 black circle · d1 black circle | d8 black circle · d7 black circle · d6 black circle · d5 black circle · d4 black circle · a3 black circle · b3 black circle · c3 black circle · d3 negres torre · e3 black circle · f3 black circle · g3 black circle · h3 black circle · d2 black circle · d1 black circle | d8 black circle · d7 black circle · d6 black circle · d5 black circle · d4 black circle · a3 black circle · b3 black circle · c3 black circle · d3 negres torre · e3 black circle · f3 black circle · g3 black circle · h3 black circle · d2 black circle · d1 black circle | d8 black circle · d7 black circle · d6 black circle · d5 black circle · d4 black circle · a3 black circle · b3 black circle · c3 black circle · d3 negres torre · e3 black circle · f3 black circle · g3 black circle · h3 black circle · d2 black circle · d1 black circle | d8 black circle · d7 black circle · d6 black circle · d5 black circle · d4 black circle · a3 black circle · b3 black circle · c3 black circle · d3 negres torre · e3 black circle · f3 black circle · g3 black circle · h3 black circle · d2 black circle · d1 black circle | d8 black circle · d7 black circle · d6 black circle · d5 black circle · d4 black circle · a3 black circle · b3 black circle · c3 black circle · d3 negres torre · e3 black circle · f3 black circle · g3 black circle · h3 black circle · d2 black circle · d1 black circle | d8 black circle · d7 black circle · d6 black circle · d5 black circle · d4 black circle · a3 black circle · b3 black circle · c3 black circle · d3 negres torre · e3 black circle · f3 black circle · g3 black circle · h3 black circle · d2 black circle · d1 black circle | 3 |
| 2 | d8 black circle · d7 black circle · d6 black circle · d5 black circle · d4 black circle · a3 black circle · b3 black circle · c3 black circle · d3 negres torre · e3 black circle · f3 black circle · g3 black circle · h3 black circle · d2 black circle · d1 black circle | d8 black circle · d7 black circle · d6 black circle · d5 black circle · d4 black circle · a3 black circle · b3 black circle · c3 black circle · d3 negres torre · e3 black circle · f3 black circle · g3 black circle · h3 black circle · d2 black circle · d1 black circle | d8 black circle · d7 black circle · d6 black circle · d5 black circle · d4 black circle · a3 black circle · b3 black circle · c3 black circle · d3 negres torre · e3 black circle · f3 black circle · g3 black circle · h3 black circle · d2 black circle · d1 black circle | d8 black circle · d7 black circle · d6 black circle · d5 black circle · d4 black circle · a3 black circle · b3 black circle · c3 black circle · d3 negres torre · e3 black circle · f3 black circle · g3 black circle · h3 black circle · d2 black circle · d1 black circle | d8 black circle · d7 black circle · d6 black circle · d5 black circle · d4 black circle · a3 black circle · b3 black circle · c3 black circle · d3 negres torre · e3 black circle · f3 black circle · g3 black circle · h3 black circle · d2 black circle · d1 black circle | d8 black circle · d7 black circle · d6 black circle · d5 black circle · d4 black circle · a3 black circle · b3 black circle · c3 black circle · d3 negres torre · e3 black circle · f3 black circle · g3 black circle · h3 black circle · d2 black circle · d1 black circle | d8 black circle · d7 black circle · d6 black circle · d5 black circle · d4 black circle · a3 black circle · b3 black circle · c3 black circle · d3 negres torre · e3 black circle · f3 black circle · g3 black circle · h3 black circle · d2 black circle · d1 black circle | d8 black circle · d7 black circle · d6 black circle · d5 black circle · d4 black circle · a3 black circle · b3 black circle · c3 black circle · d3 negres torre · e3 black circle · f3 black circle · g3 black circle · h3 black circle · d2 black circle · d1 black circle | 2 |
| 1 | d8 black circle · d7 black circle · d6 black circle · d5 black circle · d4 black circle · a3 black circle · b3 black circle · c3 black circle · d3 negres torre · e3 black circle · f3 black circle · g3 black circle · h3 black circle · d2 black circle · d1 black circle | d8 black circle · d7 black circle · d6 black circle · d5 black circle · d4 black circle · a3 black circle · b3 black circle · c3 black circle · d3 negres torre · e3 black circle · f3 black circle · g3 black circle · h3 black circle · d2 black circle · d1 black circle | d8 black circle · d7 black circle · d6 black circle · d5 black circle · d4 black circle · a3 black circle · b3 black circle · c3 black circle · d3 negres torre · e3 black circle · f3 black circle · g3 black circle · h3 black circle · d2 black circle · d1 black circle | d8 black circle · d7 black circle · d6 black circle · d5 black circle · d4 black circle · a3 black circle · b3 black circle · c3 black circle · d3 negres torre · e3 black circle · f3 black circle · g3 black circle · h3 black circle · d2 black circle · d1 black circle | d8 black circle · d7 black circle · d6 black circle · d5 black circle · d4 black circle · a3 black circle · b3 black circle · c3 black circle · d3 negres torre · e3 black circle · f3 black circle · g3 black circle · h3 black circle · d2 black circle · d1 black circle | d8 black circle · d7 black circle · d6 black circle · d5 black circle · d4 black circle · a3 black circle · b3 black circle · c3 black circle · d3 negres torre · e3 black circle · f3 black circle · g3 black circle · h3 black circle · d2 black circle · d1 black circle | d8 black circle · d7 black circle · d6 black circle · d5 black circle · d4 black circle · a3 black circle · b3 black circle · c3 black circle · d3 negres torre · e3 black circle · f3 black circle · g3 black circle · h3 black circle · d2 black circle · d1 black circle | d8 black circle · d7 black circle · d6 black circle · d5 black circle · d4 black circle · a3 black circle · b3 black circle · c3 black circle · d3 negres torre · e3 black circle · f3 black circle · g3 black circle · h3 black circle · d2 black circle · d1 black circle | 1 |
|   | a | b | c | d | e | f | g | h |   |

A la posició inicial de les peces sobre el tauler, cada jugador d'escacs té a la seva disposició dues torres, posicionades a a1 i a h1, per a les blanques i a a8 i h8, les negres, tot i que en algunes variants antigues de l'Índia es col·locava als escacs ocupats actualment pels alfils.
El moviment de la torre es va mantenir sense canvis al llarg de la història dels escacs, movent-se en línia recta a les columnes i files de l'escaquer.
Si la torre i el rei no s'han mogut ni hi ha peces entre elles, poden fer un moviment especial anomenat enroc, amb l'objectiu de protegir el monarca i la connexió de les torres, cosa que reforça les posicions de defensa. El rei no pot estar amenaçat ni cap de les caselles per les que passi, en canvi la torre sí que pot estar amenaçada.
Una torre té un valor relatiu superior al d'un alfil o un cavall; la diferència és aproximadament dos peons i la seva captura per un alfil o cavall es denomina guany de qualitat. Encara que la diferència relativa sigui de dos peons, alguns jugadors com Tigran Petrossian creuen que la diferència és menor entre 1 i 1 ½. Les dues torres es consideren una mica més valuoses que la reina, principalment perquè es poden defensar fàcilment dels atacs d'aquesta.
Es considera que el valor relatiu de la torre augmenta a mesura que s'intercanvien peces i les posicions del tauler es fan més obertes. A la fase d'obertura i mig joc el seu valor és al voltant dels quatre punts, a la fase final dominen les peces més petites, els peons, i la torre aconsegueix un valor de cinc punts o superior.

## Estratègia
A la fase d'obertura les torres no estan protegides, per la qual cosa és comú i desitjable connectar-les a la primera fila mitjançant l'enroc i retirar totes les peces de la primera fila, excepte el rei i les torres. En aquesta posició, després de l'enroc, les torres estan protegides i es poden moure fàcilment per amenaçar columnes més favorables.
Un objectiu comú és posar les torres a la primera fila d'una columna oberta, ja que així els peons no s'obstrueixen per a cap dels dos jugadors, o una fila semi-oberta, obstruïdes únicament per peons aliats. Des d'aquesta posició, la torre es troba relativament protegida al risc d'atac i pot controlar cada escac a la fila. En cas que una fila sigui particularment important, el jugador d'escacs pot avançar la torre en aquesta columna i col·locar l'altra a la primera fila, doblant-les. Quan s'alineen les torres i la dama en la mateixa columna, la formació rep el nom de Canó d'Alekhin. Una torre a la setena fila, la segona de l'oponent, és normalment molt poderosa, ja que amenacen els peons no avançats i volten al rei enemic, sent aquesta posició considerada una compensació avantatjosa per a un peó. Moure la torre per una columna tancada, de vegades desanima a l'oponent a avançar les seves peces, ja que podria alliberar la torre. Aquest moviment, anomenat moviment misteriós de la Torre, va ser encunyat per Nimzowitsch que posava l'accent en la utilitat de la maniobra.
Al final de la partida, la torre es fa més valuosa, ja que pot donar suport a l'avanç de peons passats a la vuitena fila. En aquesta situació, s'ha de col·locar darrere del peó d'acord amb la regla de Tarrasch, tot i que hi hagi excepcions a la regla. En ser capaç de, amb l'ajut del seu rei, aplicar el escac i mat a un rei solitari, és considerada una peça major, aconseguint la posició guanyadora en almenys 15 propostes.